# Бейкер, Элизабет
Элизабет Бейкер (англ. Elizabeth Gowdy Baker; 1860—1927) — американская художница-акварелист.

## Биография
Родилась в 1860 году в местечке Зиния, штат Огайо.
Окончила Монмутский колледж, где была членом братства Каппа Каппа Гамма. Некоторое время преподавала в Монмуте, штат Иллинойс, пока Совет попечителей не уволил её за то, что она не оставила членство в братстве Каппа Каппа Гамма.
Затем Элизабет Бейкер училась в Cooper Union, Лиге студентов-художников Нью-Йорка, в Нью-Йоркской школе искусств (ныне Parsons School of Design), Пенсильванской академии изящных искусств и Cowles Art School. В числе её учителей были художники: Фредерик Фрир, Уильям Чейз и Генри Моубри. В школе Купер Юнион одна из её работ была удостоена медали.
Вышла замуж за Дэниела Бейкера (Daniel B. Baker) из Бостона. Вскоре после свадьбы они переехали в Нью-Йорк, где жили до конца жизни Элизабет. Также имели летний дом в Лейк-Плэсиде и зимний дом в Палм-Бич. Супруги часто путешествовали, посетили Италию, Испанию и Северную Африку.
Художница была членом бостонской ассоциации Boston Art Students' Association и нью-йоркского клуба Art Workers' Club for Women. Создала много портретов, особенно успешными были работы с изображением детей. У Элизабет Бейкер был собственный метод работы, создавая акварельные портреты в натуральную величину. Писала на плотной бумаге, которую в то время не производили в США, и она получала её из-за границы. Выставлялась художница редко, портреты её работы находились в частных коллекциях.
Её персональные выставки прошли в Хьюстонском музее изящных искусств, в Музее Флаглера в Палм-Бич, в Галерее Knoedler в Нью-Йорке.
Умерла 11 октября 1927 года в Нью-Йорке. Была похоронена в городе Санта-Ана, Калифорния.
- Некоторые работы
- Portrait of Mrs. James A. Stillman
- Portrait of Mrs. James J. Clarkson